# Vallon-Pont-d'Arc (tổng)
Tổng Vallon-Pont-d'Arc là một tổng của Pháp nằm ở tỉnh Ardèche trong vùng Rhône-Alpes.
Tổng này được tổ chức xung quanh Vallon-Pont-d'Arc ở quận Largentière. Độ cao biến thiên từ 40 m (Labastide-de-Virac) đến 700 m (Lagorce) với độ cao trung bình là 175 m.

## Hành chính
| Giai đoạn | Ủy viên         | Đảng             | Tư cách            |
| --------- | --------------- | ---------------- | ------------------ |
| 1994-2001 | Yves Serre      | Đảng xã hội Pháp | Thị trưởng Salavas |
| 2001-2008 | Max Divol       | UMP              |                    |
| 2008-2014 | Laurent Ughetto | PS               |                    |

## Các đơn vị hành chính
Tổng Vallon-Pont-d'Arc bao gồm 11 xã với dân số 7 333 người (điều tra năm 1999, dân số không tính trùng).
| Xã                 | Dân số | Mã bưu chính | Mã insee |
| ------------------ | ------ | ------------ | -------- |
| Balazuc            | 337    | 07120        | 07023    |
| Bessas             | 166    | 07150        | 07033    |
| Labastide-de-Virac | 218    | 07150        | 07113    |
| Lagorce            | 700    | 07150        | 07126    |
| Orgnac-l'Aven      | 341    | 07150        | 07168    |
| Pradons            | 295    | 07120        | 07183    |
| Ruoms              | 2 132  | 07120        | 07201    |
| Salavas            | 504    | 07150        | 07304    |
| Sampzon            | 183    | 07120        | 07306    |
| Vagnas             | 430    | 07150        | 07328    |
| Vallon-Pont-d'Arc  | 2 027  | 07150        | 07330    |

## Thông tin nhân khẩu
| 1962                                                     | 1968  | 1975  | 1982  | 1990  | 1999  |
| -------------------------------------------------------- | ----- | ----- | ----- | ----- | ----- |
| 5 040                                                    | 5 518 | 5 766 | 6 202 | 6 590 | 7 333 |
| Nombre retenu à partir de 1962 : dân số không tính trùng |       |       |       |       |       |